# Jeremias Schultz
Jeremias Schultz (gedoopt Berlijn, oktober 1723 – begraven Amsterdam, 11 oktober 1800) was een Nederlands portretschilder, behangselschilder, tekenaar en etser.

## Leven en werk
Jeremias Schultz (ook Schultz, Schulz en Schultze) wordt in 1723 in Berlijn geboren als zoon van schoenmaker Christoph Schultze. Rond 1743 komt Jeremias met zijn broer, Johann George, naar Amsterdam.
In Amsterdam werkt Jeremias als behangselschilder in de fabriek van Troost van Groenendoelen. In 1749 is hij korte tijd lid van de Stadstekenacademie. Hier ontmoet hij kunstenaars als Jacob de Wit en Frans van der Mijn. In 1750 werkt hij samen met Jacob de Wit aan een kunstkast, die later in het bezit komt van familie De Bosch, en te zien is in een werk van Tibout Regters.
Vanaf 1750 tot 1781 maakt hij diverse portretten. Daarnaast is hij leermeester van zijn neef Johan Christoffel Schultsz en schilders P.J. Rink, Arend Alans & Isaac Cordes Jansz. In 1766 wordt hij lid van het Sint Lucasgilde, evenals zijn neef. In 1797 wordt hij hier overman (bestuurder) en in 1800 kort president.
In 1751 trouwt hij met Anna Helena van der Mijn, dochter van kunstschilder Herman van der Mijn, zus van Frans en George van der Mijn. Na de dood van zijn eerste vrouw hertrouwt hij met Jacoba Catharina Smit, dochter van tapijtschilder Johannes Smit de Jonge.
Jeremias sterft in 1800 in Amsterdam, hij kreeg drie dochters.

## Werken (selectie)
Er zijn een aantal portretten en werken van Jeremias opgenomen in museale collecties. Een portret van een Armeense koopmann uit Amsterdam hangt in San Lazzaro degli Armeni. Het werk van een jonge vrouw met een oranjebloesem is te zien in Art Gallery of Ontario. De werken van predikant Christiaan Slichtenbree en zijn vrouw zijn onderdeel van de collectie van Museum de Waag in Deventer.
De andere werken zijn in privé beheer. In veilingcatalogi zijn meer werken van Jeremias te vinden, waarvan niet bekend is of ze nog bestaan. Het gaat om portretten, landschappen en reproducties van bestaande werken van verschillende technieken.

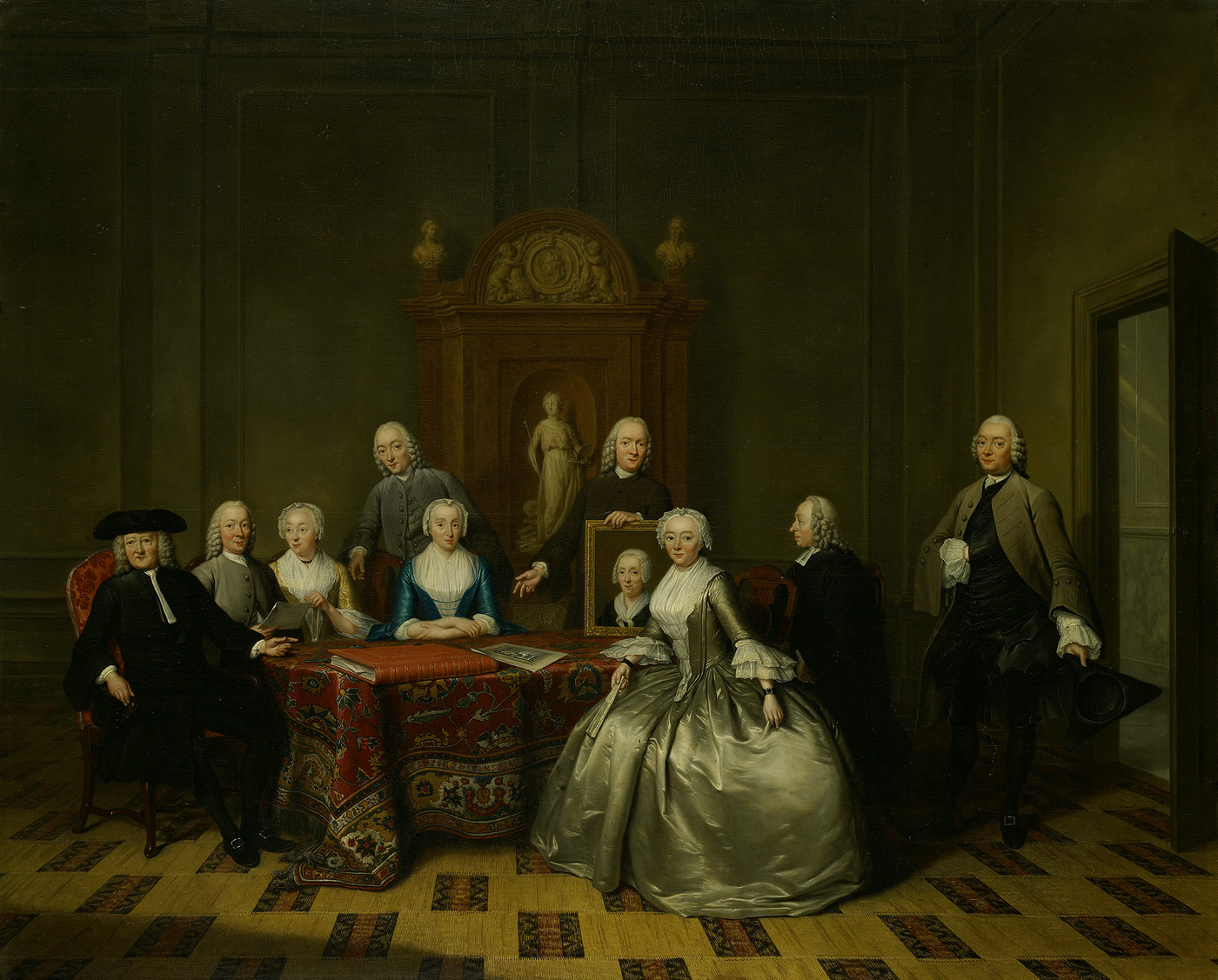
Portret familie de Bosch, door Tibout Regters, met op de achtergrond een deel van de kunstkast door Jeremias Schultz en Jacob de Wit (1750)
Portret van Margaretha Hoepeling (ca. 1750)
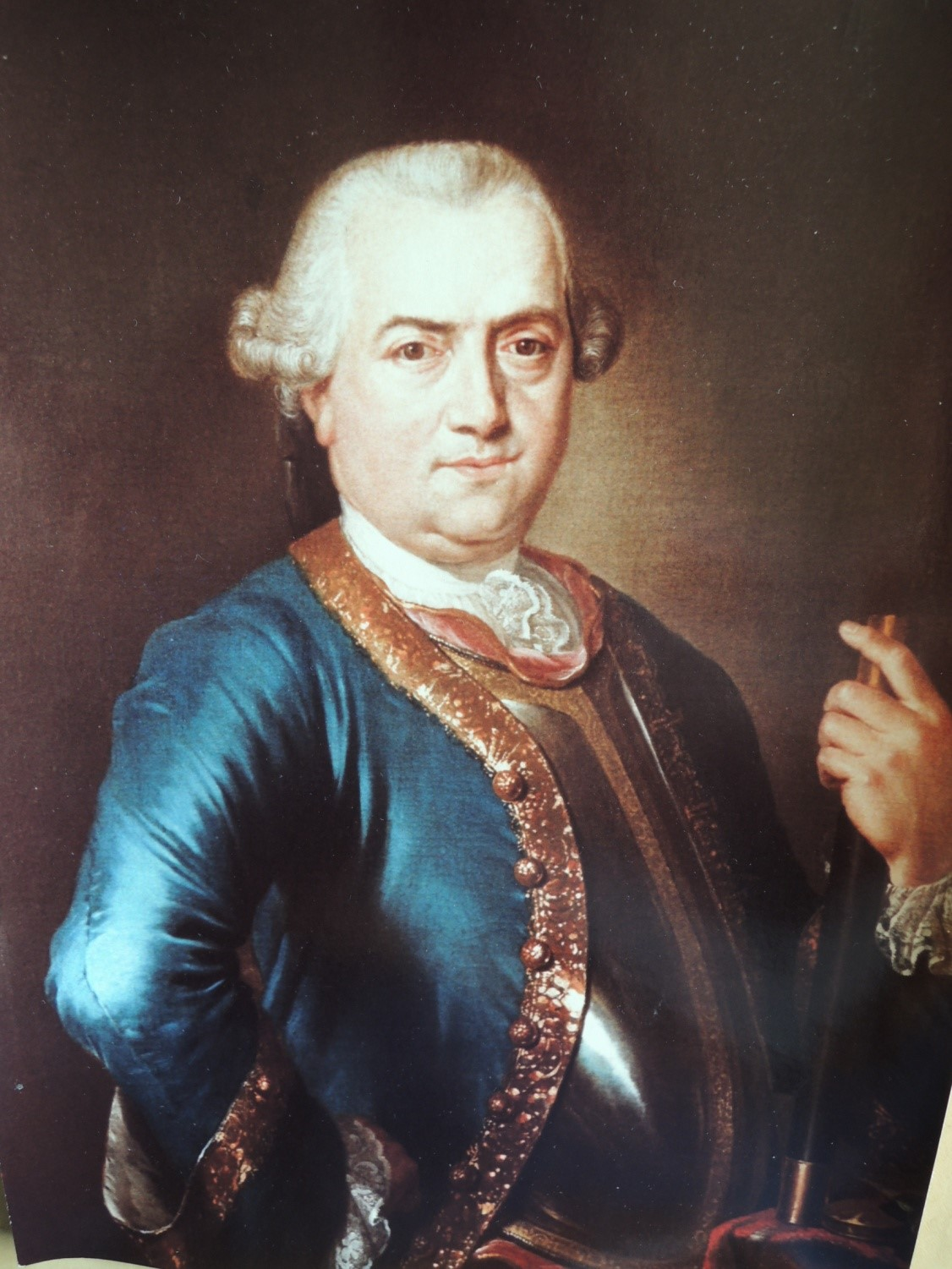
Portret van Stephen Hendrik de la Sabloniere (1768)
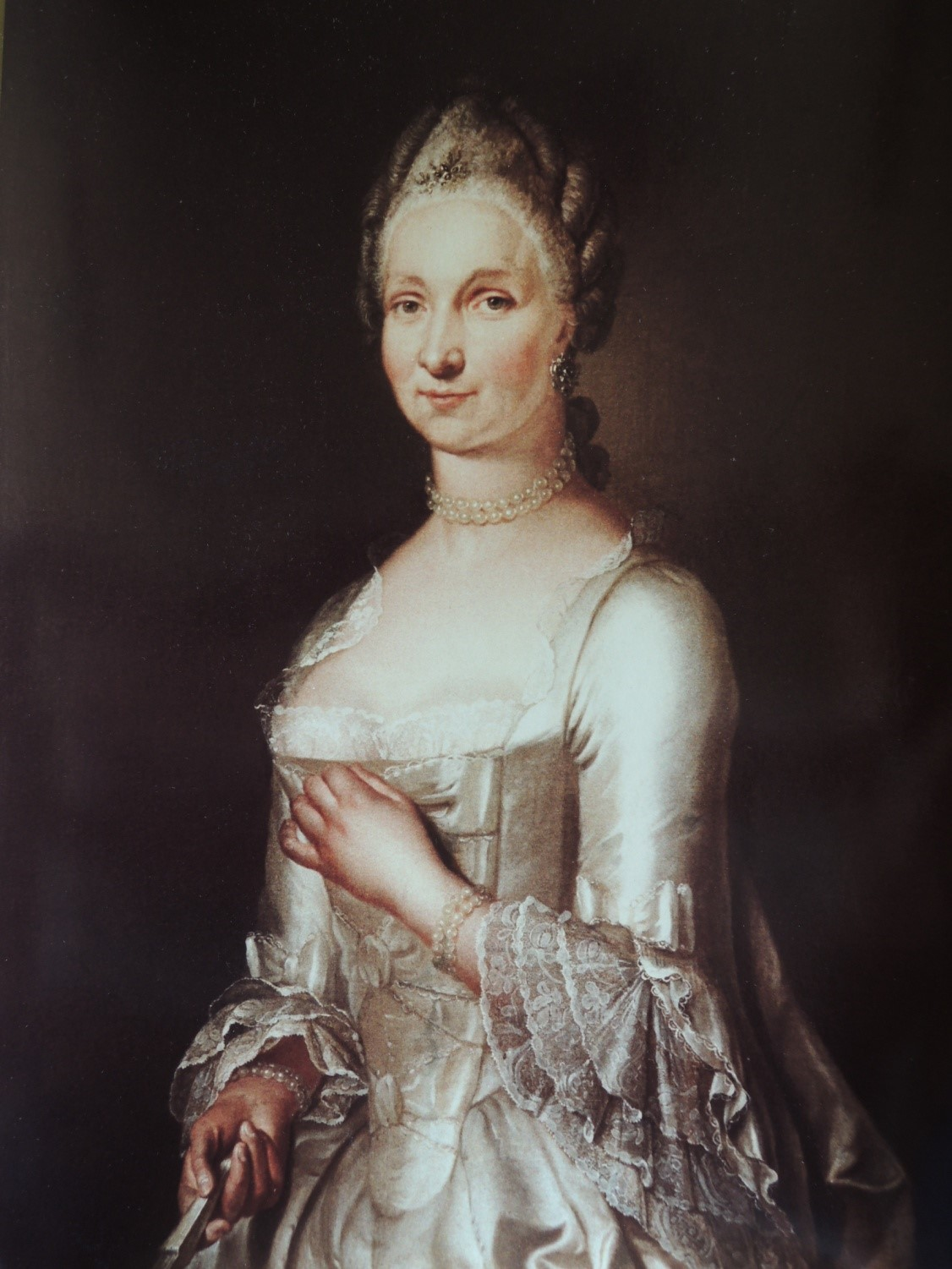
Portet van Beata Louise Schultz (1768)
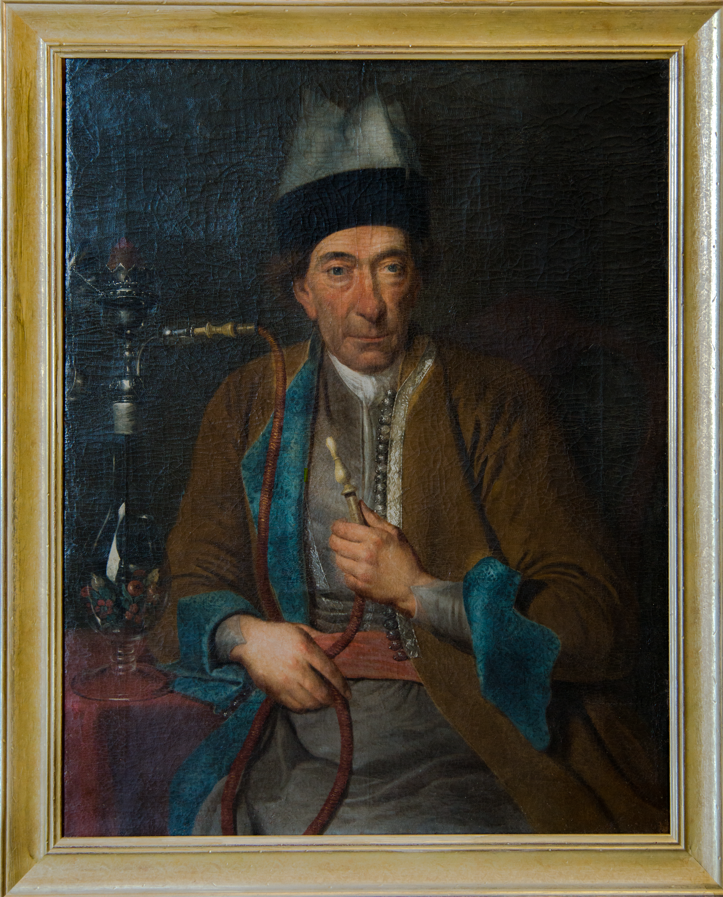
Portret van een Armeense koopman (1769)
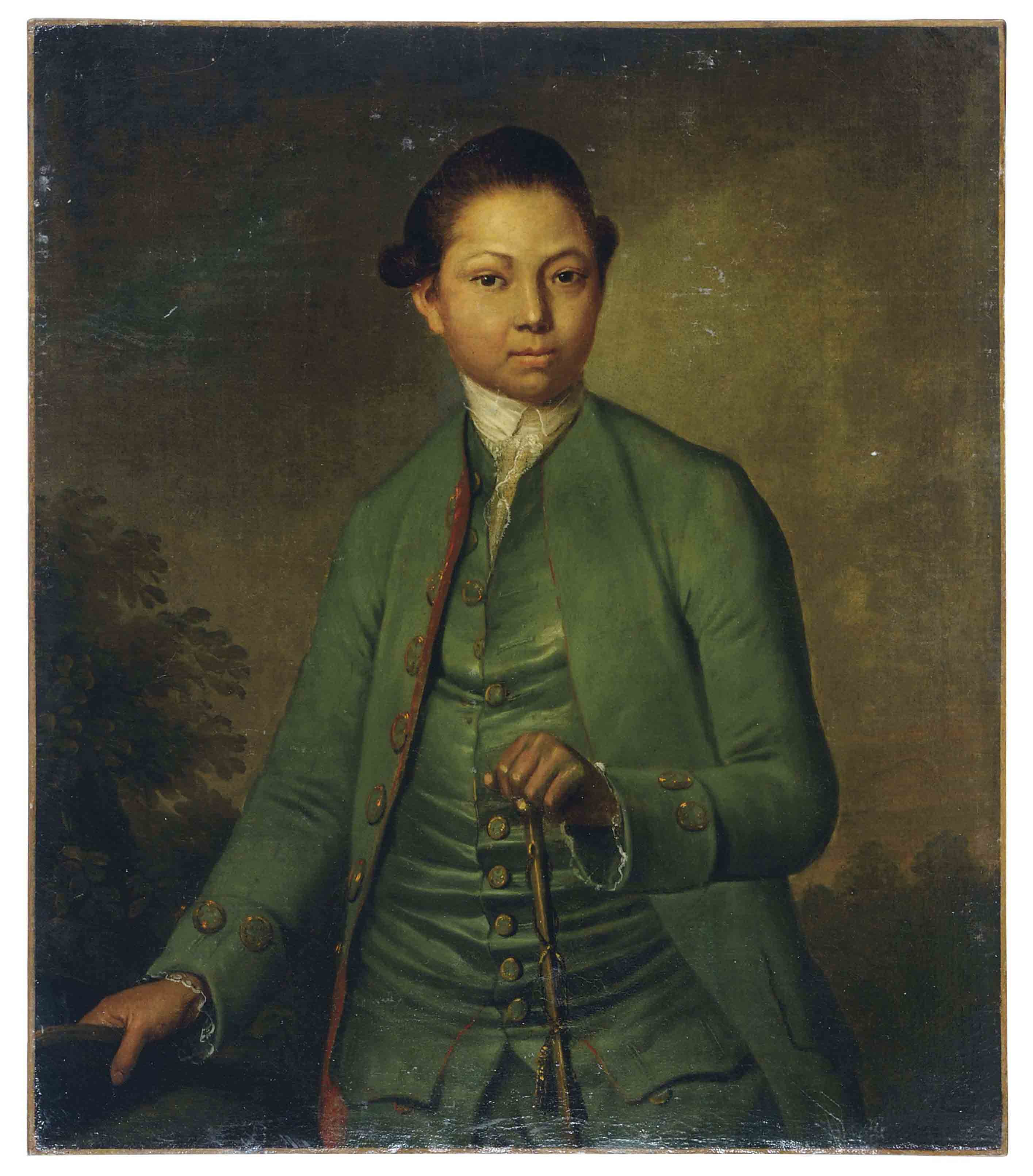
Portret van een jonge man (ca. 1770)
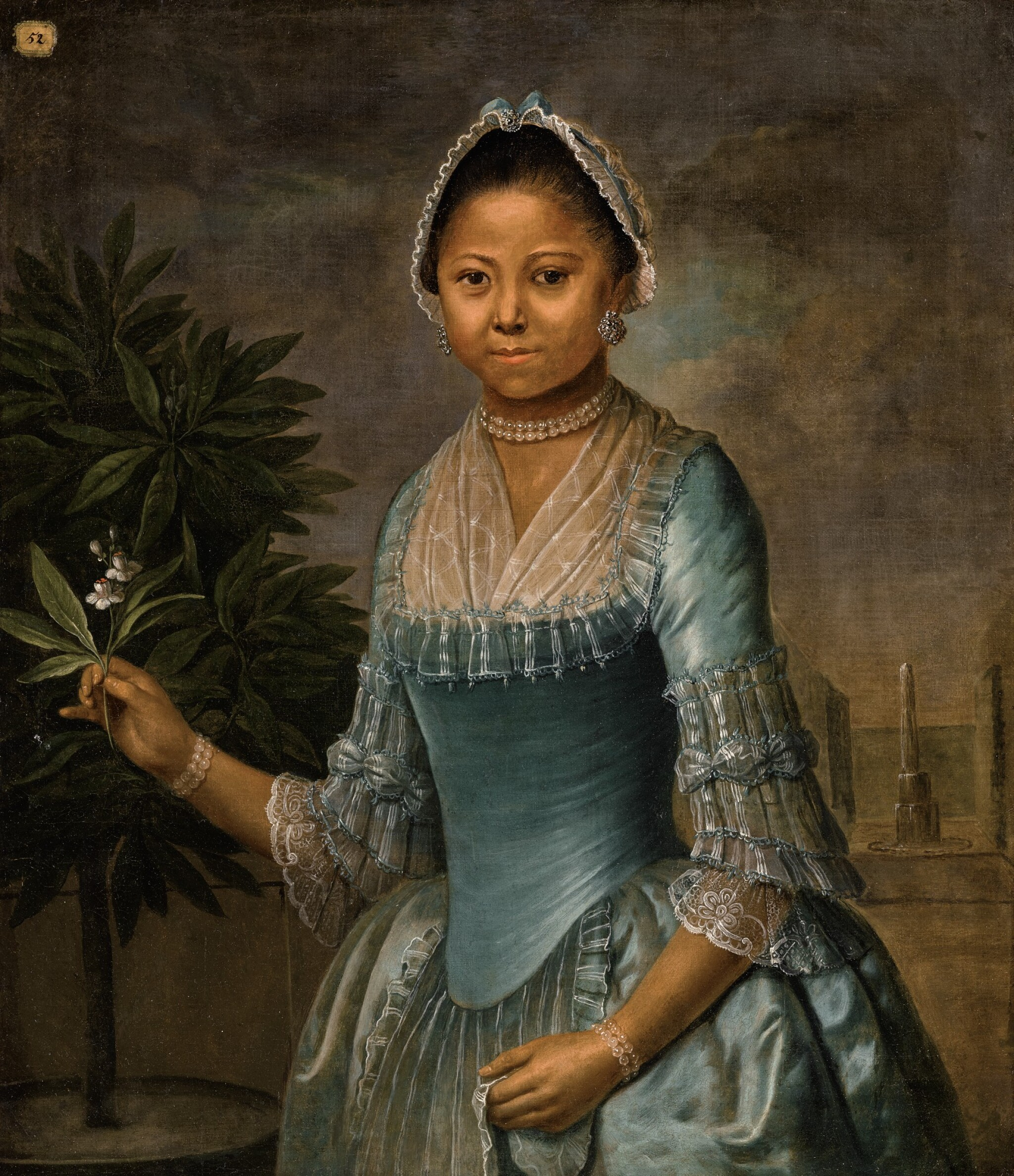
Portret van een jonge vrouw (ca. 1770)
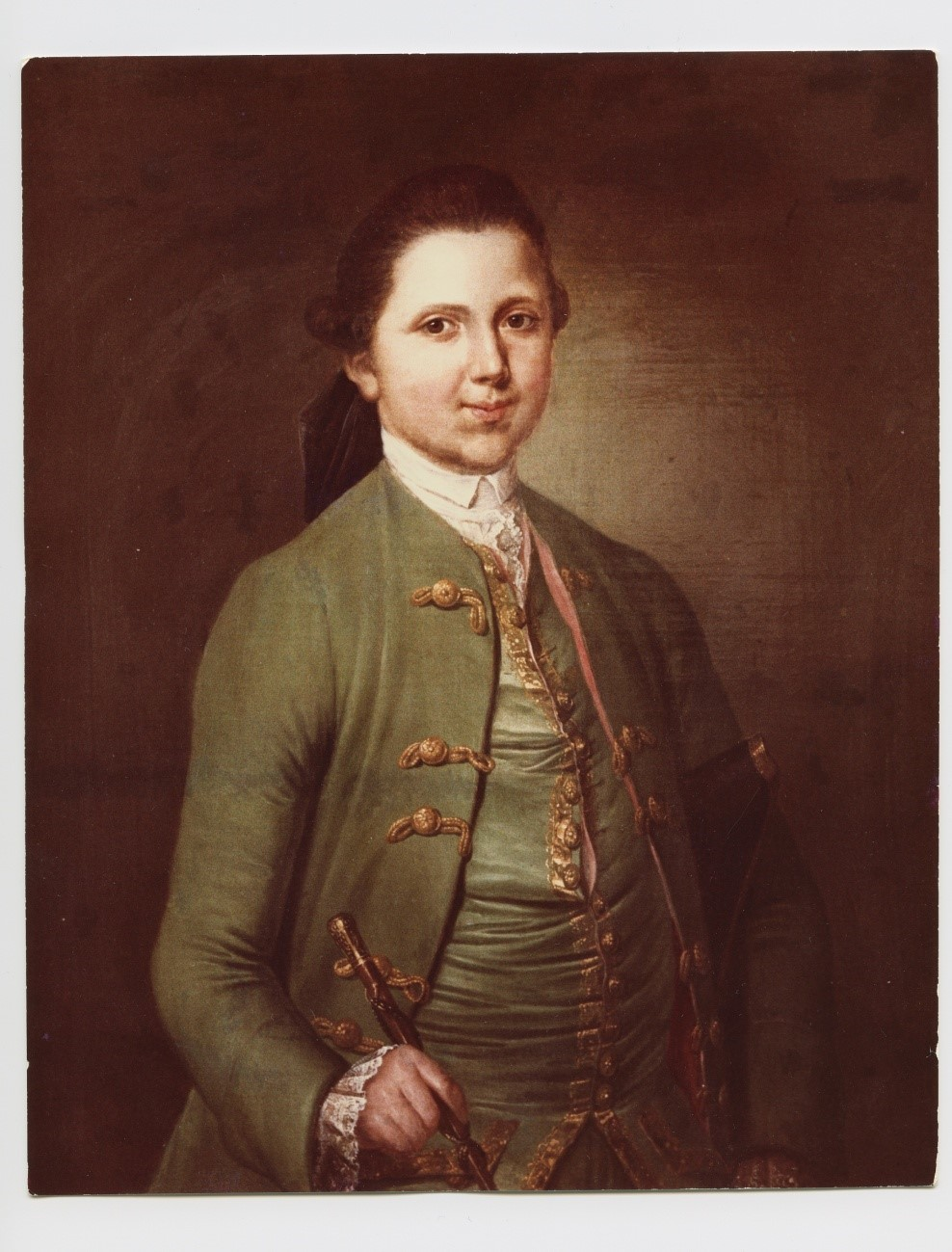
Portret van Jacobus Johannes Christoffel (Cootje) de la Sablonière (ca. 1776)
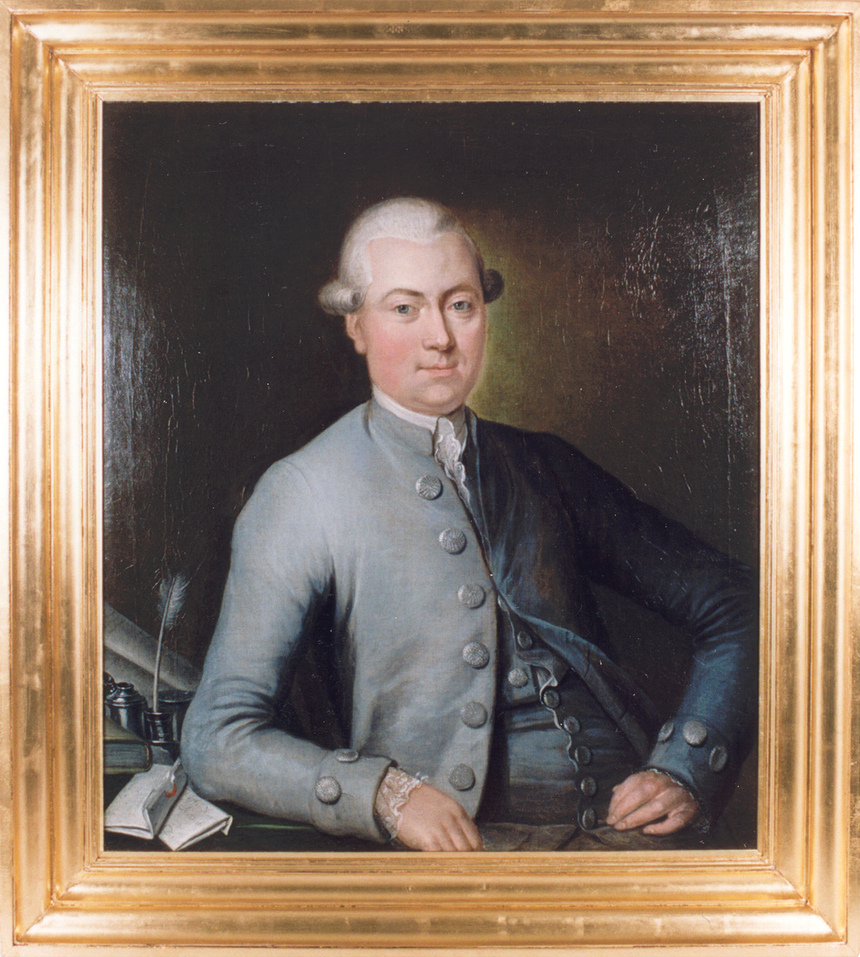
Portret van Christiaan Slichtenbree (1781)
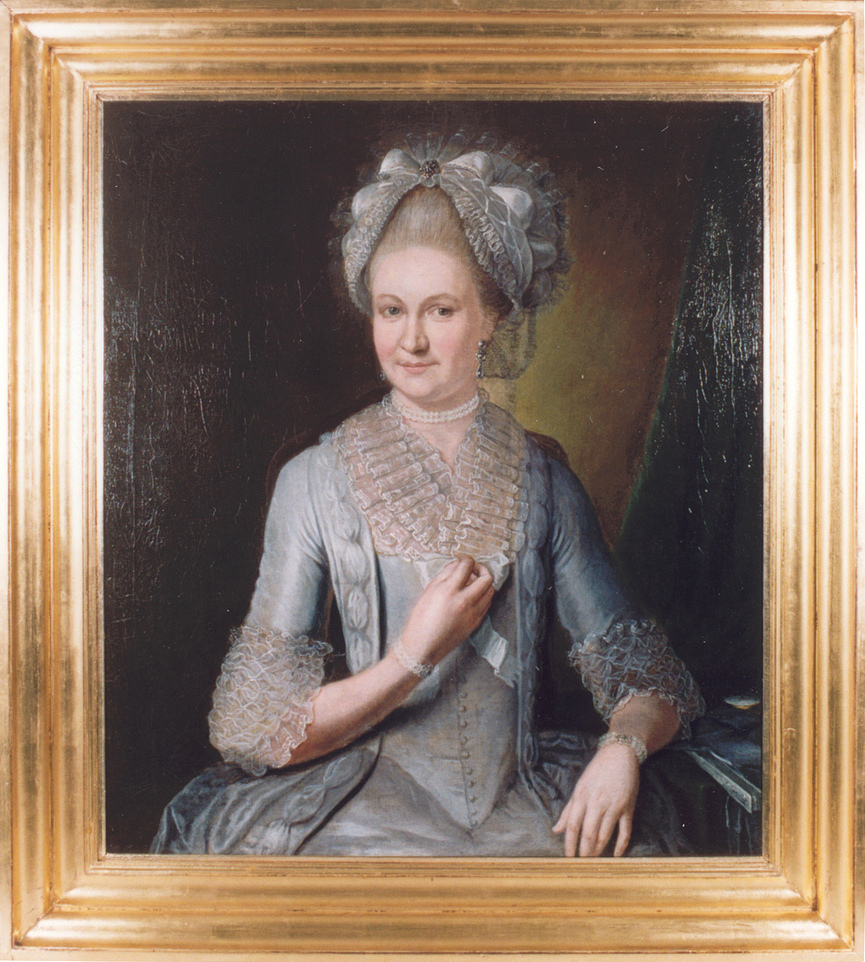
Portret van Anna Helena Zegerius (1781)
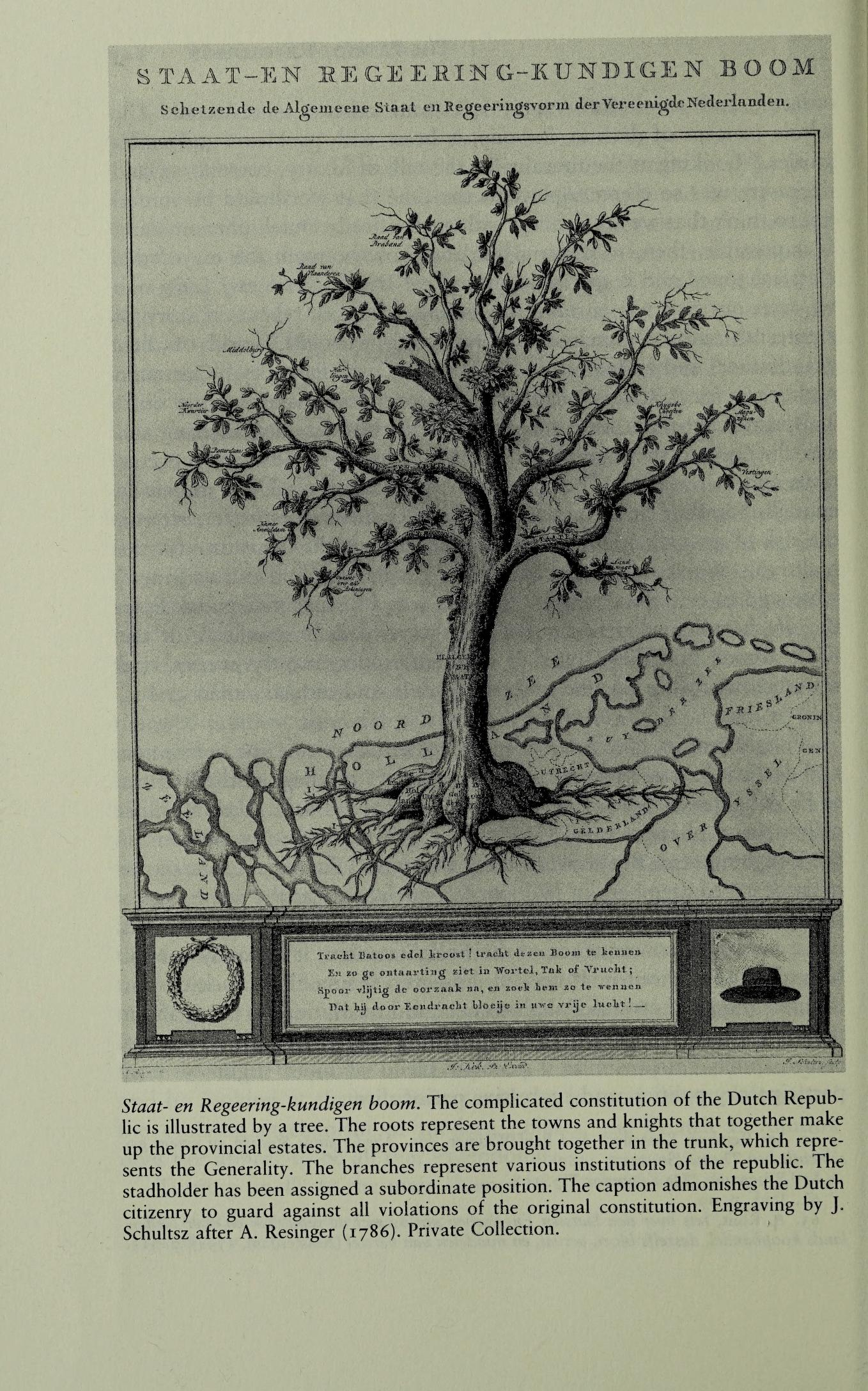
Staat- en Regeering-kundigen boom (1787)

- RKD-Nederlands Instituut voor Kunstgeschiedenis: 346633